# Halffterobolbus
Halffterobolbus es un género de coleóptero de la familia Geotrupidae.

## Especies
Las especies de este género son:
- Halffterobolbus laevistriatus
- Halffterobolbus riojanum